# Dassenhoek

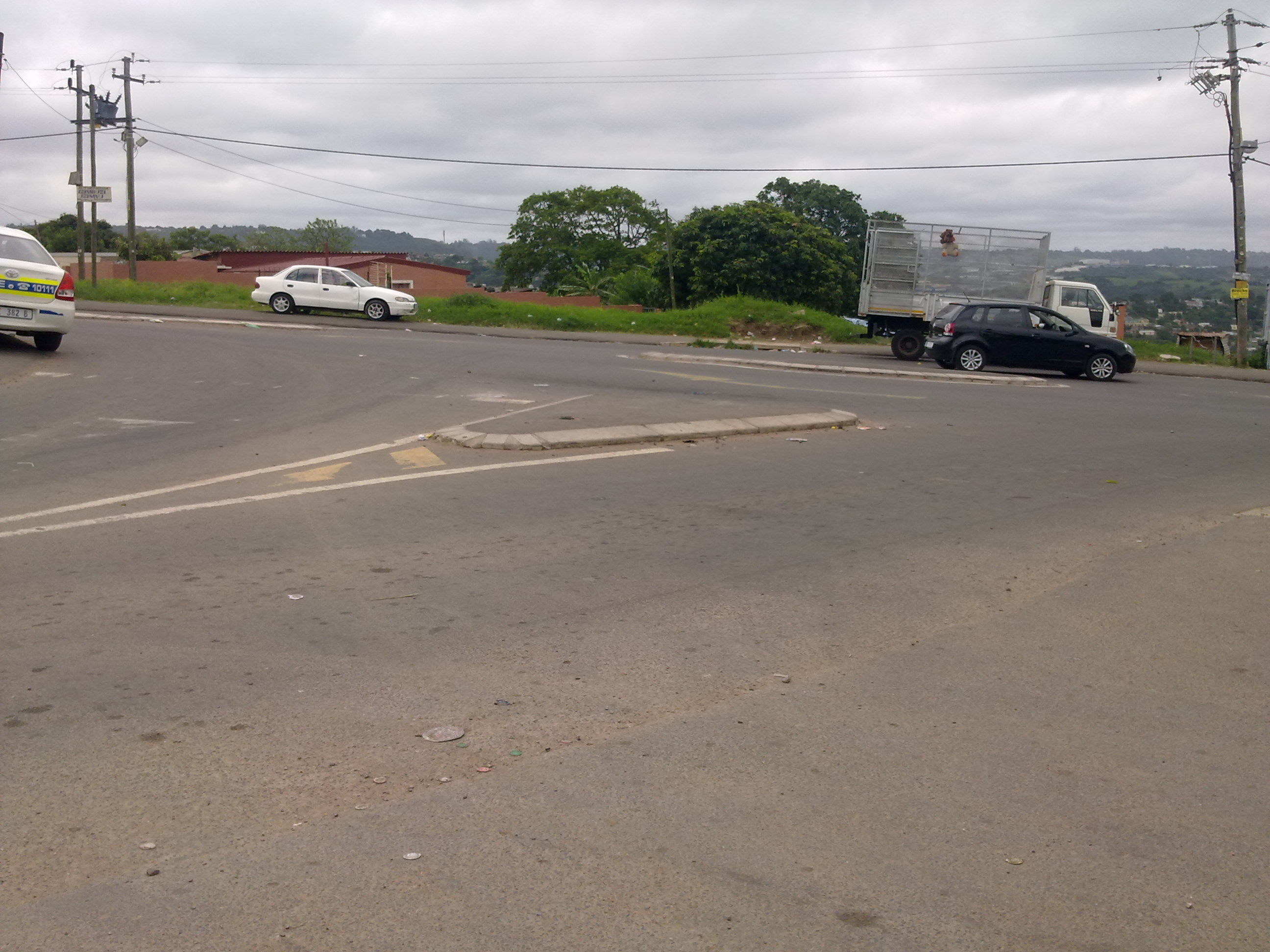
Une photo montrant la route principale qui entre dans la région de Dassenhoek, Mthombeni.

Dassenhoek est une zone résidentielle pour les pauvres située dans la région de Pinetown sous la municipalité de Thekwini, dans le KwaZulu-Natal en Afrique du Sud. Le nom de ce lieu est dérivé des mots afrikaans : Dassen- ( Zu ] | Imbila ) et -hoek ( Zu | Ijika). Au Conseil de Durban, la zone se trouve dans le quartier 14 et ce quartier comprend la région de Thornwood.

## Aspect de la zone
Une zone située à 20 kilomètres de la ville de Thewini, Dassenhoek est une zone résidentielle développée. Elle est entourée d'autres régions, notamment Tshelimnyama (au nord), Mpola (à l'est), Thornwood (au sud-est), KwaNdengezi (au sud) et Shongweni (à l'ouest). La région de Dassenhoek est civilisée, comme en témoignent les routes pavées et l'accès à l'eau et à l'électricité. Les habitants construisent leurs propres maisons sans recevoir de subventions gouvernementales dans le cadre du programme de construction de logements. L'autoroute principale s'appelle Milkyway Road.
Cette zone n'est pas aménagée conformément aux règles de la municipalité de Durban en matière d'urbanisme, ce qui signifie que certaines personnes ne bénéficient pas des services de base dans cette zone. Une ligne de train très importante pour l'économie sud-africaine, reliant Durban à Johannesburg, traverse cette zone. Cette ligne ferroviaire est connue sous le nom de "New Line". Elle est empruntée par les trains Transnet et les trains de marchandises.

## Écoles
Dans la région de Dassenhoek, il existe des écoles financées par l'État qui accueillent des élèves de la région ainsi que des élèves des régions environnantes. À Dassenhoek, il y a trois écoles primaires et une école secondaire. Les écoles de la région sont les suivantes:
- Lycée Dassenhoek (Lycée).
- École Primaire Bhekokuhle (Primaire).
- École Primaire Chief Lokothwayo (Primaire).
- École Primaire Cutshwayo (Primaire).

## Transport
Il existe des taxis pour transporter des passagers vers et depuis ces zones, notamment Durban, Pinetown, Chartworth et Hillcrest. Ces taxis, qui assurent le transport des résidents de Dassenhoek, opèrent sous l'égide de l'association des propriétaires de taxi appelée "Dassenhoek Taxi Owners Association". La compagnie de taxi Dassenhoek prend en charge les passagers à Mpola, Thornwood et Marineridge ; la station de taxis est située à Mpola.
Les habitants de Dassenhoek sont également transportés par de petites voitures circulant dans la région, appelées zinggoshi. Ces véhicules assurent le transport des passagers depuis et vers la zone de Mamdekazi, située à Nagina. Cependant, les propriétaires de ces véhicules rencontrent parfois de l'opposition de la part des propriétaires de tombes à Mamdekazi, qui s'opposent aux activités de transport de personnes vers cette zone.
Un autre moyen de transport disponible dans la région comprend les trains électriques qui transportent les passagers vers divers endroits. Ces trains sont gérés par une société d'État connue sous le nom de Passenger Rail Agency of South Africa (PRASA). Les passagers des trains achètent leurs billets dans les gares de la compagnie pour pouvoir monter à bord des trains. Il existe deux stations PRASA à Dassenhoek, à savoir Sithund Hills et Dassenhoek.

## Problèmes
Cette zone est confrontée à de nombreux problèmes qui ont un impact sur la situation sociale de la communauté de Dassenhoek. Ces problèmes comprennent un taux de criminalité élevé. De plus, il existe un problème de drogue, en particulier celle connue sous le nom d'unga, qui a entraîné la mort de nombreux jeunes dans la région. De nombreux jeunes de cette communauté sont également confrontés à une dépendance à l'alcool.

## Regarde encore
- Le port.
- Marian Hill.
- Pinetown.

## Conjonctions externes
- Carte de Dassenhoek Archived   </link>, mapstudio.co.za